# Funicular de Archanda
El funicular de Archanda o Artxanda (en euskera Artxandako funikularra) es un transporte público que comunica la villa de Bilbao con la cima del monte Archanda en Vizcaya (España). 
Su acceso desde Bilbao se ubica en la plaza del Funicular adyacente a la calle Castaños, en el barrio homónimo, próxima al paseo Campo de Volantín, entre el Ayuntamiento de Bilbao y el puente de La Salve. A pocos metros se halla también el Zubizuri, puente de Santiago Calatrava.

## Historia
Fue construido por la empresa suiza Von Roll a iniciativa del donostiarra Evaristo San Martín.
Su primer viaje lo hizo el 7 de octubre de 1915, operado por una empresa privada. Al quebrar ésta, el municipio se hizo cargo de él en 1939. Fue totalmente reformado en 1983 y actualmente está gestionado por el Ayuntamiento de Bilbao.
Se construyó para poder acceder al casino que estaba situado en el monte Artxanda. Durante el asedio de Bilbao en la guerra civil, las vías y la estación superior fueron bombardeadas y se interrumpió el servicio hasta 1938.

### Renovación integral

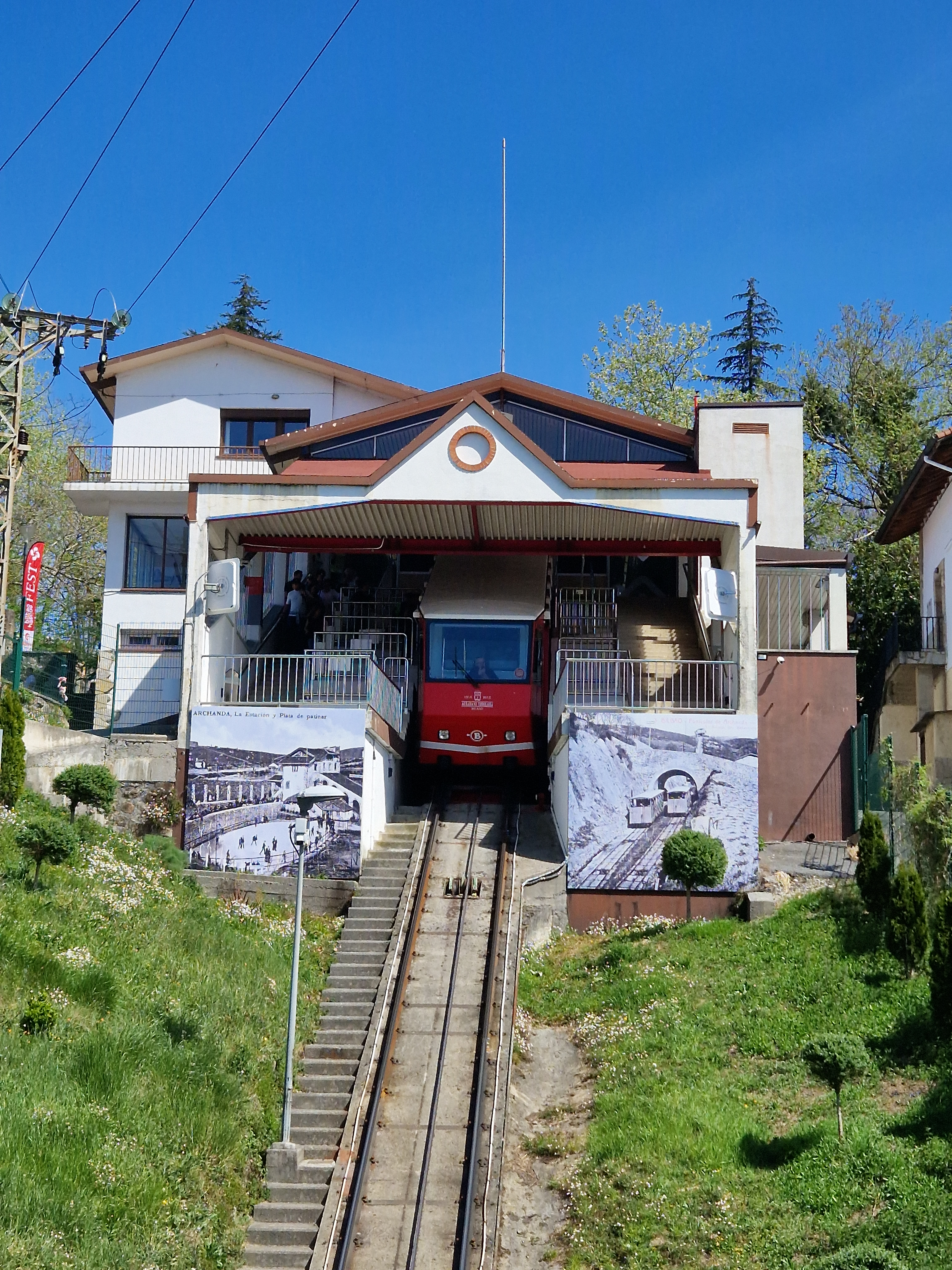
Estación del funicular en Artxanda.

En marzo de 2023 se informó del proyecto de renovación del funicular: una vez instaladas 220 placas fotovoltaicas en la cubierta de la pista de patinaje, ubicada al lado de la estación superior, se presentó el diseño de dicha estación, con una mayor accesibilidad, la instalación de puertas canceladoras y salas de espera. Las obras para la renovación de la parada, con un mirador a Bilbao, comenzarían en otoño y no concluirían hasta 2024. Así mismo, se planteó la renovación integral de los vagones con mayor capacidad, accesibilidad y luminosidad.
El 11 de junio de 2024, el Ayuntamiento de Bilbao anunció el inicio de las obras de rehabilitación de la estación superior.

## Horarios
- De lunes a sábado: 7:15h. - 22:00h.
- Domingos y festivos: 8:15h. - 22:00h.
- Viernes, sábados y vísperas de fiesta de junio, julio, agosto y septiembre: 7:15h. - 23:00h.

El funicular sale cada 15 minutos y el viaje dura 3 minutos.

## Billetes y tarifas
- Los billetes se pueden comprar en las estaciones de subida y bajada, a un precio de 2,50 € o de 4,30 € por billete de ida y vuelta.
- También permite ser abonado con el título Barik. En este caso la tarifa es bonificada y cuesta 0,32 € por viaje.
- El billete reducido (para niños de 6 y 7 años, Gizatrans, centros escolares, Bilbotrans) cuesta 0,32 €.
- Asimismo es admitida la tarjeta turística de descuentos Bilbao Card.

## Datos técnicos
- Recorrido: 770,34 metros.
- Desnivel: 226,49 metros.
- Pendiente máxima: 44,98 %.
- Capacidad: 70 personas por vehículo.
- Duración del viaje: 3 minutos.
- Velocidad: 5 metros por segundo.